# Gnanmangui
Gnanmangui è una città e sottoprefettura della Costa d'Avorio appartenente al  dipartimento di Méagui. Conta una popolazione di 116 476 abitanti (censimento 2014).